# Tomasz Mikołaj Dubray
Tomasz Mikołaj Dubray (ur. 21 stycznia 1746 w Beauvais, Oise we Francji, zm. 2 września 1792 w Paryżu) – francuski duchowny katolicki, męczennik, błogosławiony Kościoła katolickiego.

## Życiorys
Urodził się 21 stycznia 1746 roku. Rozpoczął studia u sulpicjanów, a potem otrzymał święcenia kapłańskie. Został zamordowany podczas rewolucji francuskiej.
Beatyfikował go Pius XI w dniu 17 października 1926 roku w grupie 191 męczenników z Paryża.